# Niels de Klerk
Niels de Klerk (Werkendam, 18 mei 1997) is een Nederlands organist en klavecinist.

## Levensloop

### Studies
De Klerk ging naar het vwo aan het Gomarus Scholengemeenschap in Gorinchem, waar hij een opleiding Economie en Maatschappij volgde. Hij studeerde orgel bij Ruud Huijbregts met als bijvakken piano, klavecimbel en koordirectie. Hierna studeerde hij kerkmuziek aan het Codarts Conservatorium in Rotterdam. In diezelfde periode zat hij op de Universiteit van Tilburg waar hij bedrijfseconomie studeerde. Die studie rondde hij in 2020 af. Datzelfde jaar rondde hij tevens zijn Master of Music af met het Requiem van Duruflé in de Sint-Catharinakerk in Eindhoven.

### Loopbaan
De Klerk werd in april 2019 aangesteld als organist van de Hervormde kerk in Lexmond en de Ontmoetingskerk in Sleeuwijk. Hij is vanaf 2023 cantor-organist in de Oude Kerk in Naaldwijk. Hij bespeelt hier het Beekes-orgel uit 1831. Ook geeft hij regelmatig soloconcerten en vormt samen met saxofonist Bruno Alonso een muzikaal duo. Daarnaast heeft hij koorwerken uitgevoerd, zoals de Chichester Psalms van Leonard Bernstein en Petite Messe Solennelle van de Italiaanse operacomponist Gioachino Rossini.
De Klerk is naast organist ook werkzaam in het bedrijfsleven. Zo werkt hij vier dagen per week als Partner Manager bij SBR Nexus. Daarvoor werkte hij als accountmanager bij E. van Wijk Logistics in Giessen.
In 2015 werd De Klerk winnaar van het Feike Asma-concours.